# 高階為章
高階 為章（たかしな の ためあき、康平2年（1059年） - 康和5年12月20日（1104年1月19日））は、平安時代後期の貴族。備中守・高階為家の長男。

## 経歴
蔵人所雑色を経て、承暦3年（1079年）六位蔵人兼右近衛将監に補せられる。承暦5年（1081年）巡爵により従五位下・越後守に叙任された。のち、左兵衛佐を経て、応徳3年（1086年）白河天皇が堀河天皇に譲位して院政を開始すると、為章は院近臣として院の身近に仕える一方で、但馬守を兼ね、寛治2年（1088年）正五位下次いで従四位下、寛治3年（1089年）従四位上、寛治4年（1090年）正四位下と白河院政期初頭に急速に昇進を果たした。
為章は院の寵臣として因幡守・藤原隆時と並び称され、二条万里小路の為章の邸宅には、しばしば白河院の御幸が行われた。特に、寛治7年（1093年）春日神人を暴行したとして興福寺衆徒から訴えられ、父の為家が近江守を解かれて土佐国に配流となった際、為章は長男であったために縁坐となるべき所、白河院の特別な恩寵によってこれを逃れ、四男の阿波守・為遠のみが官職を停められたことから、人々から専主の非常の断として驚嘆を受けたという。
嘉保2年（1095年）木工頭を兼ねるが、寛治6年（1093年）加賀守、嘉保3年（1096年）丹波守と引き続き受領を務める。承徳元年（1097年）には、それまで20年間務めてきた内蔵寮領蟹谷庄の庄司職を継続することが許されている。丹波守在職中には、東寺領大山庄を寛徳年間（1044年-1046年）以後の新立荘園として収公するなど、任国の荘園に対し圧迫の姿勢で臨んだ。
父に先立って、康和5年（1103年）12月20日に卒去。享年45。最終官位は正四位下行木工頭兼丹波守。

## 官歴
注記のないものは『本朝世紀』による。
- 時期不詳：蔵人所雑色
- 承暦3年（1079年） 3月4日：六位蔵人。4月：右近衛将監
- 承暦5年（1081年） 正月7日：従五位下。正月26日：越後守（法勝寺功）
- 時期不詳：左兵衛佐
- 応徳3年（1086年） 2月3日：兼但馬守、左兵衛佐如故
- 時期不詳：従五位上
- 寛治2年（1088年） 正月5日：正五位下。正月19日：従四位下（行幸上皇御在所之日、以院司有此賞）
- 寛治3年（1089年） 正月11日：従四位上（朝覲行幸以院司賞）
- 寛治4年（1090年） 4月20日：正四位下（行幸鳥羽院以院司賞）
- 寛治6年（1093年） 3月19日：見但馬守[3]。11月8日：加賀守
- 嘉保2年（1095年） 12月：兼木工頭
- 嘉保3年（1096年） 11月8日：丹波守[4]
- 永長2年（1097年） 8月21日：見木工頭[5]。10月27日：重任丹波守[6]
- 康和4年（1102年） 4月25日：見木工頭兼丹波守[7]
- 康和5年（1103年） 12月19日：辞官[8]。12月20日：卒去（正四位下行木工頭兼丹波守）[9]

## 系譜
- 父：高階為家
- 母：藤原義忠の娘
- 妻：藤原基貞の娘
  - 長男：高階仲章（1087-1107）
- 妻：源業房の娘
- 妻：藤原時房の娘
- 生母不明の子女
  - 次男：高階宗章（1091-?）
  - 三男：高階雅章
  - 四男：高階時章
  - 男子：高階為重
  - 男子：高階光俊
  - 女子：高階為子（丹波内侍） - 鳥羽天皇掌侍、
- 養子
  - 男子：高階基章 - 実は源家実の子